# Lobpreis und Anbetung
Lobpreis und Anbetung sind als besondere Form des Gebetes Ausdrucksmöglichkeiten des christlichen Glaubens. Im Lobpreis erweist der Gläubige Gott Ehre und rühmt seine Taten, in der Anbetung (lateinisch adoratio, griechisch προσκύνησις) verehrt er Gottes Wesen. Lobpreis und Anbetung sind – auch in der besonderen Form der Doxologie – seit der Urchristenheit liturgischer Bestandteil des christlichen Gottesdienstes aller Konfessionen. In der Gegenwart fungieren die Begriffe zusammen auch als terminus technicus für eine zeitgenössische musikalische Ausdrucksform des Lobpreises, als dessen Besonderheit kurze, meist einstrophige, dafür oftmals wiederholte Gesänge gelten, die in der Musiksprache der Gegenwart gehalten sind. Lobpreismusik hat sich im Verlauf von sechzig Jahren zu einem eigenen Musikstil entwickelt, dessen Ursprünge in der charismatischen Bewegung liegen und der inzwischen in den meisten christlichen Konfessionen – vor allem in der Jugend – verbreitet ist. Daneben ist „Lobpreis und Anbetung“ aber auch Inbegriff für eine innere christliche Lebenshaltung, mithin für das Ziel aller theologischen Arbeit. Im Englischen werden die Begriffe praise und worship verwendet, wobei „worship“ nicht nur die spezielle Gattung der Anbetung, sondern in weiterem Sinne die Gesamtheit des gottesdienstlichen Geschehens beschreibt.

## Geschichte

### Lobpreis und Anbetung in der Bibel

#### Altes Testament (Tanach)
Im Alten Testament (Tanach) z. B. im Psalter  (hebräisch סֵפֶר תְּהִלִּים sefær təhillîm) findet (beispielsweise das sogenannte „Hallel“ der Psalmen  113–118). Im Gebet lobt der Glaubende Gott um seiner Majestät, seiner Hilfe und seiner großen Taten willen. Die hebräische Sprache  (hebräisch ברך barach) differenziert nicht zwischen einem „Handeln Gottes“ (Segen) und dem Ausdruck eines glaubenden „Menschen Gott gegenüber“ (Lobpreis).
Bereits in den Psalmen hat der Lobpreis ausdrücklich verschiedene Gebetsgesten (Ps 95,1.6 ) und musikalischen Ausdruck erhalten (Ps 18,50 ; Ps 30,5  u. ö.). Im Lob Gottes findet der Mensch seine eigentliche Bestimmung (Ps 34,2 ) und Israel seine Aufgabe (Ps 22,4 ). Aus der Vielfalt der Formen sind der Aufruf zum Lob („Preiset den Herrn“) und das hebräische „Halleluja“ (הַלְלוּיָהּ haləlūjāh; übersetzt: „Singet dem Herrn“) sowie das Gott selbst im kultischen christlichen Vollzug anbetende „Sanctus“ („Heilig, heilig, heilig“: Jes 6,3 ) hervorzuheben.

#### Neues Testament
Der Lobpreis der Christenheit geht auf die Lobgesänge Israels zurück, das Neue Testament setzt die Tradition des Lobpreises nach Struktur und Tradition in christologischer Überarbeitung und Zentrierung fort. Angesichts des gekommenen Christus wird Gott betend gelobt, z. B. mit den Worten „Ehre sei Gott in der Höhe“ (Lk 2,14 ), dem Lobgesang der Maria (Magnificat) (Lk 1,46–55 ) oder in der lobpreisenden Anerkennung der göttlichen Wirklichkeit in der Doxologie des Vaterunsers („Denn dein ist das Reich und die Kraft und die Herrlichkeit in Ewigkeit“) (Mt 6,13 ). Doxologischer Natur sind die Christushymnen wie Phil 2,5–11 . Doxologische Wendungen, die auf einen gottesdienstlichen bzw. liturgischen Hintergrund schließen lassen, finden sich Röm 11,36 , 1 Tim 1,17  u. a. Oftmals findet sich in ihnen die Form: Nennung Gottes im Dativ oder Genitiv – δόξα (doxa, übersetzt „Ehre“, „Herrlichkeit“) – Ewigkeitsformel (vgl. Röm 11,36 ; Röm 16,25–27  ). Einen besonderen Stellenwert besitzen die liturgischen Lobgesänge der Johannesoffenbarung (Offb 4,8–11 , Offb 5,9–12 , Offb 19,1 ff. ). Sie wollen als Echo des himmlischen Gotteslobes verstanden werden – ein bedeutendes Motiv des jüdischen Gottesdienstverständnisses – in dem „Gott durch die seinen Thron umgebende Schar der Engel und der vollendeten Gerechten ein unaufhörlicher Lobpreis zuteil“ wird. An diesem neuen, himmlischen Gottesdienst hat die Gemeinde nach der Theologie der Johannesoffenbarung im Lobpreis und der Anbetung Gottes Anteil. Einige Autoren gehen davon aus, dass auch in der Urchristenheit das Lob Gottes eine gesungene Form hatte.

### Form und Aussage
„Es handelt sich bei der Anbetung um einen freiwilligen Akt der Dankbarkeit, der dem Retter von den Geretteten, dem Heiler von den Geheilten, dem Befreier von den Befreiten dargebracht wird“ (Lucado). Der evangelische Theologe Edmund Schlink hat – inspiriert durch die Liturgie der orthodoxen Kirche – in ökumenischer Perspektive die spezifische Sprachform herausgearbeitet: Die Person des Beters selbst tritt in der Anbetung in den Hintergrund. Er dankt nicht oder bittet für sich, sondern er betet Gott um seiner selbst willen an und gibt sich Gott im Vollzug dieses Lobes selbst hin. Darum formuliert die Anbetung in ihrer Grundform nicht in der zweiten („Gott, ich verherrliche dich“), sondern in der dritten Person („Gott ist herrlich“), auch wenn sich zu dieser in der Liturgiegeschichte rasch das vertraulichere „Du“ hinzugesellte. „In der Doxologie geht es letztlich um Gott selbst – um Gott aufgrund seiner Taten an uns Menschen, an der Welt, aber um Gott, der nicht in diesen Taten aufgeht, sondern in der Freiheit des allmächtigen und liebenden Herrn seine Taten tut, der Erste und der Letzte, der Anfang und das Ende ist. Es geht um Gottes ewige Wirklichkeit“ (Edmund Schlink). Lobpreis und Anbetung bilden darum zusammen mit dem Dankgebet den Gegenpol zu Klage und Bitte: Im „Lobopfer“ gibt der Glaubende Gott Ehre, „sodaß Welt und Person als Segen erscheinen und im Lob antwortend zu ihrem Ursprung zurückkehren“. Der Westminster Katechismus von 1647 formuliert als „Hauptzweck des Menschen“, „Gott zu verherrlichen und sich an Ihm in Ewigkeit zu erfreuen“. Dies kann nicht nur in Redeform geschehen, sondern auch im „heiligen Schweigen“, das als eine Weise inniger Anbetung deshalb ebenfalls einen Ort in der Liturgie hat.
Besonders in der römisch-katholischen Theologie wird die Eucharistie insgesamt als Anbetung, ja als deren höchste Form verstanden: Christus selbst „gesellt sich in seinem priesterlichen Werk der vollkommenen Verherrlichung Gottes u[nd] Heiligung der Menschen seiner Kirche zu, so daß die Kirche als Ganze, Haupt und Glieder, Subjekt der Anbetung ist“.
In der Reformationszeit wies Martin Luther darauf hin, dass das Lob Gottes das Werk des Heiligen Geistes ist: „Denn es ist keines Menschen Werk, Gott mit Freuden loben. Es ist [viel]mehr ein fröhliches Leiden und allein Gottes Werk, das sich mit Worten nicht lehren, sondern nur durch eigene Erfahrung kennen[lernen] lässt“. Anhand des Lobgesangs der Maria zeigt er auf, dass Lobpreis und Anbetung das eigene Wohlergehen nicht zwangsläufig zur Voraussetzung haben, sondern aus dem Glauben heraus geschehen kann.
In der Theologie der Orthodoxie wird öfters darauf hingewiesen, dass Doxologie mehr ist als ein Stück des Gottesdienstes, sondern dass „theologisches Denken und Forschen wie überhaupt Glaubenserfahrung […] ihren Höhepunkt in der Doxologie [erhalten], die Erkenntnis im Gebet ist“ (A. Kallis). „Das heißt: Summe und Gipfel der Theologie ist die Doxologie, weil sich hier Erkenntnis Gottes im Gebet, d. h. in personaler Beziehung, ereignet“.

### Liturgische Variationen
Von der altkirchlichen Liturgie an bis heute finden sich Elemente des Lobpreises im Eingangsteil des christlichen Gottesdienstes. Das wohl ursprünglichste ist das Gloria Patri als „kleine Doxologie“, das den gottesdienstlichen Psalmgesang beschließt und ihn zugleich christologisch und trinitarisch interpretiert: „Ehre sei dem Vater und dem Sohn und dem Heiligen Geist, wie es war im Anfang, jetzt und immerdar, und von Ewigkeit zu Ewigkeit“. Dabei stellte der Psalmgesang in der Alten Kirche selbst die Hauptform christlichen Lobpreises dar. Ebenfalls ab dem 4. Jahrhundert bezeugt ist das sog. große „Gloria in Excelsis“. Es ist ein „Dank- und Festgesang“ in drei Abschnitten – „der Gesang der Engel in der Heiligen Nacht, die Lobpreisung Gottes, das Rufen zu Christus“, der ursprünglich den Bischöfen vorbehalten war und erst im Lauf der Zeit zunächst für die Presbyter und den Klerikerchor zum Mitsingen geöffnet wurde. Beide wurden von Beginn an gesungen, wobei die musikalische Form sich zunächst an die alttestamentlichen Melodien anschloss und dann im Gregorianischen Gesang fortgeschrieben wurde. In den Liturgien der Ostkirche haben sie z. T. reiche musikalische Ausgestaltung erfahren und bilden Höhepunkte in den vertonten Messen der Westkirche (wie z. B. der H-Moll-Messe von Johann Sebastian Bach: H-Moll-Messe#Werkbeschreibung, oder im „Gloria“ von Francis Poulenc). Ein weiterer bekannter altkirchlicher Lobgesang ist das Te Deum des Ambrosius von Mailand (mit drei Teilen: Einem Hymnus auf den Dreieinigen, einem Lobgesang des Mensch gewordenen und auferstandenen Sohnes in Nachdichtung von Phil 2,6–11  sowie einem Bittgebet der glaubenden Gemeinde um Vollendung) sowie das Trishagion. In der Reformation wurde der Lobgesang dem Gregorianischen Choral entnommen und in eine neue textliche und musikalische Form gegossen: Die Psalmen wurden in Liedform nachgedichtet, wobei das zu dieser Zeit populäre Meistersingerlied als musikalische Form herangezogen (und teilweise unverhohlen plagiiert) wurde. Zu den frühneuzeitlichen Doxologien im englischsprachigen Raum zählt u. a. der Hymnus „Old Hundreth“. In der evangelischen Liturgie gab es mehrfach Neubelebungen der Lobpreiskultur. Die Methodistische Erweckung in England brachte z. B. durch John Wesley und Isaac Watts eine Fülle doxologischer Hymnen hervor, in der der psalmodierende Lobpreis Gottes mit eigenen Texten in die Gegenwart fortgeschrieben wurde. Vielfach jedoch verkümmerte der Lobpreis namentlich im evangelischen Gottesdienst zu einem kurzen Wechselgesang und einer Liedstrophe (oftmals „Allein Gott in der Höh sei Ehr“ von Nikolaus Decius).

### Stundengebet
Eine der großen Horen des Stundengebets, die Laudes (lat. Lobgesang) am Morgen, ist ausdrücklich als Lobpreis gestaltet; in der Hore spielen die „Lobpsalmen“ (Ps 148  bis Ps 150 ) eine große Rolle. Mehrere Horen enthalten im zweiten Teil einen Lobpreis als eigenständiges Element: die Lesehore an Sonn- und Festtagen das Te Deum, die Laudes das Benedictus, die Vesper das Magnificat und die Komplet das Nunc dimittis.

### Die „Wiederentdeckung“ des Lobpreises in der Charismatischen Bewegung
In der Neuzeit kam es durch die Charismatische Bewegung zu einer Wiederentdeckung des Lobpreises in Konvergenz zu dessen altkirchlichem Verständnis, aber in zeitgenössischem musikalischen und textlichen Gewand. Als wichtiger Initiator dieser neuen geistlichen Lieder gelten die Vineyard und der bis heute aktive Komponist, Autor und Anbetungsleiter Graham Kendrick aus Großbritannien. Im deutschsprachigen Raum hat Helmut Trömel seit 1984 die Entwicklung von Lobpreis- und Anbetungsliedern sowie das Feiern ausgesprochener Lobpreisgottesdienste vorangetrieben. Seitdem ist eine große Anzahl neuer Lobpreis- und Anbetungslieder entstanden. Frühe Werke aus den 1970er und 1980er Jahren waren meist sehr schlicht und kurz, wurden dafür aber im Lobpreis mehrfach wiederholt. Seit den 1990er Jahren werden zunehmend musikalisch und textlich anspruchsvollere Lieder komponiert. Etliche deutschsprachige Lobpreis- und Anbetungslieder sind aus dem Englischen übersetzt oder werden in englischer Sprache gesungen, immer mehr Lieder stammen jedoch inzwischen von deutschen Künstlern.
International bedeutende Personen der Lobpreis-Bewegung sind zudem Brian Doerksen (Kanada), Brenton Brown, Matt Redman (Großbritannien) sowie aus Deutschland in erster Linie Albert Frey, Lukas Di Nunzio und Lothar Kosse.
Eine ständig steigende Anzahl an Liedern ist inzwischen unter Christen auf der ganzen Welt bekannt (z. B. I could sing of your love forever, Heart of Worship, Shine Jesus Shine und Mercy is falling). Sie werden meist in die jeweilige Landessprache übersetzt, aber auch oft in der englischen Originalsprache gesungen. Neben Tonträgern und Aufführungen verbreitet sich das Liedgut vor allem durch Liederbücher. Die wichtigsten deutschen Liederbuchreihen sind Feiert Jesus!, Du bist Herr und In Love With Jesus.

## Neue Lobpreis- und Anbetungslieder

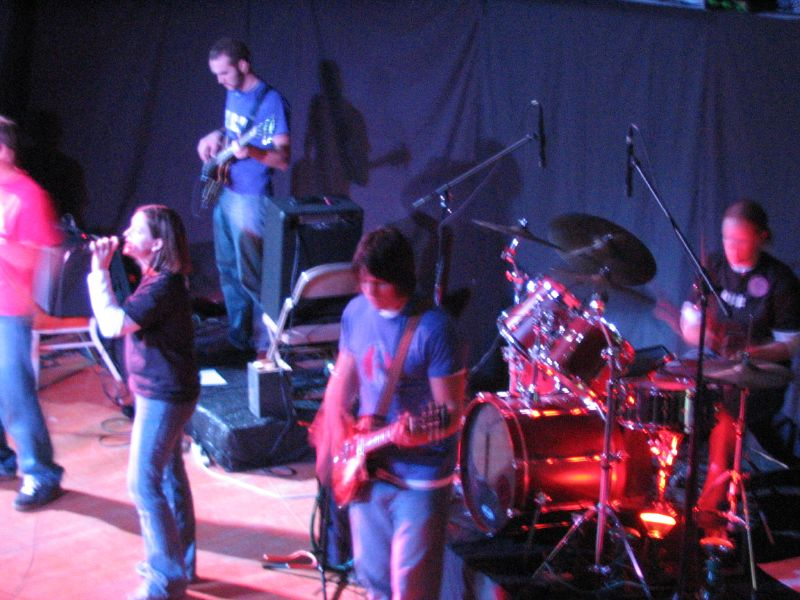
Moderne Lobpreisband

Die aktuelle Lobpreis- und Anbetungskultur (Worship), wie sie von der Charismatischen Bewegung geprägt ist, versucht, das Anliegen der Doxologie in neuer Form aufzunehmen. Statt festgelegter liturgischer Stücke besteht der Lobpreis meist aus kurzen, einstrophigen Gesängen, die sich musikalisch an aktuelle Popmusik anlehnen. Diese sollen „nach charismatischer Auffassung zur Anbetung Gottes um seiner selbst willen führen. Diesem Ziel entspricht der Charakter des überwiegenden Teils des genuin charismatischen Liedgutes“ (Zimmerling).
Die „Lobpreiszeit“ führt dem Gloria als traditionellem Ort des Lobpreises wieder seine ursprüngliche Dynamik unter aktiver Teilnahme aller Gottesdienst Feiernden zu und umfasst gelegentlich auch Elemente, die in einem traditionellen Gottesdienst dem Psalm, dem Kyrie oder dem Sündenbekenntnis (vgl. z. B. When the music fades) zugeordnet sind. In diesem Fall findet in Gottesdiensten mit „Lobpreiszeit“ der gesamte erste Teil (in der evangelischen Liturgie als „Eröffnung und Anrufung“ bezeichnet) ab der Begrüßung bis zur Predigt im Sinne eines „Weges“ in Liedform als Lobpreis statt. Gelegentlich anzutreffende Versuche, eine „Lobpreiszeit“ als Gloria in eine ansonsten traditionell durchgeführte Liturgie einzubinden, bergen das Problem einer starken zeitlichen Einschränkung, die sich mit dem Charakter dieser Ausdrucksform schwer vereinbaren lässt.
Die „Lobpreiszeit“, die den Gottesdienst oft einleitet, wird meistens von einem Lobpreisleiter oder einer Lobpreisband geführt. Manche Gemeinden singen aus Liederbüchern, zum größten Teil ist es jedoch üblich, die Texte mittels Tageslichtprojektor oder Videoprojektor an eine Leinwand zu werfen. Die Länge des Lobpreises kann stark variieren und reicht von wenigen Liedern (15 Minuten) bis hin zu einer halben Stunde und länger. In manchen Gemeinden werden auch von Zeit zu Zeit Lobpreisgottesdienste veranstaltet, dort wird meist zugunsten einer längeren Lobpreiszeit auf die Predigt verzichtet oder diese sehr kurz gehalten.
Den Gläubigen steht in einer gottesdienstlichen Lobpreis- und Anbetungszeit eine für westliche Kirchen ungewöhnliche Vielfalt körperlicher Ausdrucksformen zur Verfügung. An biblische Vorbilder erinnernde Gesten und Haltungen wie das Schließen der Augen und das Nach-oben-Strecken der Hände (Orantenhaltung), Stehen, Sitzen oder Knien, Gefühlsregungen wie Weinen oder Lachen finden hier einen gottesdienstlichen Ort für eine individuelle Gestaltung, deren Sinn es ist, dem Geist Gottes „Raum zu geben“. Der Lobpreis wird teilweise durch Textlesungen, Gebetszeiten und anderes unterbrochen. In der Lobpreiszeit treten die Gläubigen in eine Kommunikation mit Gott ein; sie erwarten in der Lobpreiszeit das konkrete Handeln Gottes, eine Art „Raumöffnung“ für das Erkennen Gottes und für das Selbstsein. So manifestiert sich vor allem in charismatischen Gemeinden in der Gestalt der Doxologie das Phänomen des „Überfließens“ (D. W. Hardy) der Herrlichkeit Gottes in Geistesgaben, wie etwa Zungenrede (Glossalie) oder Prophetie. Diese sind jedoch nicht zwingend Teil einer Lobpreiszeit; in nicht-charismatischen Gemeinden z. B. werden allzu ekstatische Phänomene kritisch betrachtet und eher als Störung empfunden.
In manchen Gemeinden ist das Erheben von Bannern und Flaggen (Flaggentanz) Bestandteil des Lobpreises. Flaggen und Banner signalisieren in der Bibel Autorität, Zugehörigkeit und Macht. Banner sind Botschaften auf Stoff (Feldzeichen).
In zunehmendem Maße etablieren sich auch in Deutschland gemeindeunabhängige Worship-Veranstaltungen, die von mehreren Gemeinden oder Interessierten gemeinsam organisiert werden. Diese meist regional begrenzten Veranstaltungen werden verstärkt von Jugendlichen und jungen Erwachsenen besucht, die jeweils unterschiedlichen Gemeinde-Hintergrund haben. Eine der größten derartigen Veranstaltungen in Deutschland war der von Noel Richards initiierte Event „Calling All Nations“ im Berliner Olympiastadion am 15. Juli 2006.
„Praise and Worship“ ist heute die Bezeichnung für eine ganze Musiksparte in der christlichen Musikindustrie. So haben viele christliche Popmusiker und Bands Worship-Alben aufgenommen. Beispiele: Maranatha Singers, Michael W. Smith, Newsboys, Skillet u. a. Andere Interpreten, die als Lobpreisband begannen, haben den umgekehrten Weg genommen.

### Kritik
Kritiker sehen in den modernen Formen von Lobpreis und Anbetung eine gefährliche Anpassung an den Zeitgeist. Der Einsatz moderner Musikstile in Gottesdiensten führe ihrer Meinung nach häufig zu (Generationen-)Konflikten in christlichen Kirchen und Gemeinden. Andere Kritiker beklagen die zunehmende Kommerzialisierung von Anbetungsmusik. Dadurch gehe der eigentliche Sinn – die Anbetung Gottes – verloren. Oft richtet sich die Kritik auch gegen die dem Heiligen Geist zugeschriebenen, auf Außenstehende z. T. drastisch wirkenden Manifestationen, die häufig (jedoch nicht zwingend und nicht überall) mit dem Lobpreis verbunden sind (z. B. Torontosegen oder Zungenrede). Manche Gegner befürchten hier sogar nicht von Gott kommende Geister (Dämonen) am Werk. Diese Auseinandersetzung war Bestandteil einer sich knapp neunzig Jahre hinziehenden Kontroverse zwischen Pietisten / Evangelikalen einerseits und der aus diesen hervorgegangenen Pfingstlern oder Charismatikern, welche innerhalb der großen Kirchen anzutreffen sind, andererseits (sog. Berliner Erklärung). Beigelegt wurde diese zum Großteil 1996 durch die Kasseler Erklärung, wobei jedoch in einzelnen pietistischen / evangelikalen Kreisen diese Form der Kirchenmusik weiterhin entschieden abgelehnt wird.
Theologisch betrachtet ist die Abgrenzung des Lobpreises aus dem Gesamtkonstrukt Gottesdienstfeier bzw. gemeinschaftlicher Andacht noch immer in der Diskussion. Lobpreis sei Teil der Gottesdienstfeier und solle als solcher nicht herausgelöst und ausschließlich praktiziert werden. So sind z. B. das Hören auf das Wort Gottes (Lesung) und deren Auslegung (Predigt), das Sündenbekenntnis und das Kyrie die traditionellen Bestandteile in der sonntäglichen Gottesdienstfeier.
Musikalisch steht zudem die kompositorische und künstlerische Qualität vieler Lobpreislieder und Chorstücke in der Kritik, da diese sich nicht nur zeitgenössischer (Pop-)Musikidiome bedienen, sondern dieser nur auf einem sehr einfachen Niveau gerecht werden. Des Weiteren muss konstatiert werden, dass der musikalische Stil dieser Musik keine eigenen, originellen schöpferischen Leistungen zustande gebracht hat, sondern sich häufig nur an andere Stilistiken (Popmusik, Taizé-Stil, Cäcilianismus, Liedermacheridiome der sechziger und siebziger Jahre u. a.) angelehnt hat. Im deutschsprachigen Bereich zeichnet sich die Musik durch Übernahmen aus dem romanischen und angelsächsischen Raum in großer Zahl aus, wobei auch die Übertragung der Texte ins Deutsche oftmals von minderer Qualität ist.
Weiterhin wird von Kritikern hinterfragt, ob die körperlichen oder geistlichen Manifestationen beim Lobpreis von der Beseelung mit dem Heiligen Geist herrühren oder etwa durch die Musik, die Meditation oder Trancezustände beim Singen und Tanzen ausgelöst werden.
Schließlich kann gefragt werden, ob der moderne Lobpreis tatsächlich dem biblischen Vorbild der Psalmen entspricht, wenn in ihm durchgängig die Klage fehlt, und inwieweit dieses Fehlen – mithin der Bezug zu Leiden und Sterben Jesu – mitverantwortlich für das hier und da anzutreffende „triumphalistisch eingefärbte […] Geistverständnis“ sein könnte. Vielerorts wurde die theologische Flachheit mancher Lobpreislieder bemängelt und dazu herausgefordert, anspruchsvollere Texte zugrunde zu legen.

### Vertreter zeitgenössischer Lobpreis- und Anbetungslieder
• Adonia
• Casting Crowns • Delirious? • Brian Doerksen • Albert Frey • Gateway Worship • Hanjo Gäbler • Keith Green • Hillsong • Joel Houston • Daniel Jacobi • Kari Jobe • Claas P. Jambor • Graham Kendrick • Arne Kopfermann • Lothar Kosse • Reuben Morgan • Neal Morse • Outbreakband • Martin Pepper • Matt Redman • Michael W. Smith • Diante do Trono • Vineyard • Ana Paula Valadão •  Darlene Zschech •  Hillsong United